# 1550
Il 1550 (MDL in numeri romani) è un anno  del XVI secolo.

## Eventi
- 7 febbraio – Gian Maria del Monte viene eletto Papa col nome di Giulio III.
- Gustav Vasa fonda la città di Helsinki, futura capitale della Finlandia.
- Si scioglie l’Accademia degli Infiammati, fondata a Padova nel 1540.

## Nati

### Gennaio
- 18 gennaio - Tsugaru Tamenobu, militare giapponese († 1608)

### Febbraio
- 22 febbraio - Carlo d'Arenberg, principe († 1616)
- 27 febbraio - Ludovico Settala, medico e traduttore italiano († 1633)

### Marzo
- 6 marzo - Michelangelo Naccherino, scultore e architetto italiano († 1622)
- 20 marzo - Elisabetta di Brunswick-Grubenhagen, nobildonna tedesca († 1586)

### Aprile
- 5 aprile - Andrés Pacheco, patriarca cattolico spagnolo († 1626)
- 9 aprile - Giulio Pace, giurista e filosofo italiano († 1635)
- 11 aprile - Camillo Camilliani, scultore, architetto e ingegnere italiano († 1603)
- 12 aprile - Edward de Vere, nobile e poeta inglese († 1604)
- 18 aprile - Alessandro Pieroni, architetto e pittore italiano († 1607)

### Maggio
- 8 maggio - Giovanni I del Palatinato-Zweibrücken, nobile († 1604)
- 20 maggio - Simeone Tagliavia d'Aragona, cardinale e arcivescovo cattolico italiano († 1604)
- 20 maggio - Innocenzo a Prato, nobile, storico e letterato italiano († 1615)
- 25 maggio - Camillo de Lellis, religioso e presbitero italiano († 1614)

### Giugno
- 6 giugno - Maffio Venier, poeta e arcivescovo cattolico italiano († 1586)
- 16 giugno - Maria Eleonora di Jülich-Kleve-Berg, principessa tedesca († 1608)
- 27 giugno - Carlo IX di Francia, sovrano († 1574)

### Luglio
- 3 luglio - Jacobus Gallus, compositore sloveno († 1591)
- 21 luglio - Silvio Savelli, cardinale italiano († 1599)

### Agosto
- 6 agosto - Enrico Caetani, cardinale e patriarca cattolico italiano († 1599)

### Settembre
- 10 settembre - Alonso Pérez de Guzmán y Sotomayor, ammiraglio spagnolo († 1615)
- 24 settembre - Tāng Xiǎnzǔ, poeta, drammaturgo e saggista cinese († 1616)
- 30 settembre - Michael Maestlin, astronomo e matematico tedesco († 1631)

### Ottobre
- 2 ottobre - Rodolfo Acquaviva, gesuita e missionario italiano († 1583)
- 4 ottobre - Carlo IX di Svezia, sovrano svedese († 1611)
- 8 ottobre - Antonio Zapata y Cisneros, cardinale spagnolo († 1635)
- 25 ottobre - Carlo Bascapè, vescovo cattolico italiano († 1615)
- 28 ottobre - Stanislao Kostka, gesuita polacco († 1568)
- 29 ottobre - Laura Guidiccioni, poetessa italiana († 1597)

### Novembre
- 6 novembre - Karin Månsdotter, regina svedese († 1612)

### Dicembre
- 6 dicembre - Orazio Vecchi, compositore italiano († 1605)
- 22 dicembre - Cesare Cremonini, filosofo italiano († 1631)
- 28 dicembre - Vicente Espinel, poeta, romanziere e musicista spagnolo († 1624)
- 29 dicembre - García de Silva y Figueroa, diplomatico spagnolo († 1624)
- 31 dicembre - Enrico di Guisa, condottiero francese († 1588)
- 31 dicembre - Vincenzo Littara, poeta, storico e predicatore italiano († 1602)

### Senza giorno specificato
- Francesco Accarigi, giurista italiano († 1622)
- Giovanni Antonio Agostini, pittore e intagliatore italiano († 1631)
- Giovanni Aicardi, architetto e ingegnere italiano († 1631)
- Fernando Álvarez de Toledo, scrittore e militare spagnolo († 1633)
- Giuseppe d'Alvino, pittore, scultore e architetto italiano († 1611)
- James Archer, gesuita irlandese († 1620)
- Vittoria Archilei, cantante italiana († 1620)
- Pier Maria Bagnadore, pittore, scultore e architetto italiano († 1627)
- Filippo Bellini, pittore italiano († 1604)
- Luca Bertelli, tipografo italiano († 1580)
- Chand Bibi, politica e militare indiana († 1599)
- Claude Billard, poeta e drammaturgo francese († 1618)
- Conrad Bloc, medaglista olandese
- Matthijs Bril, pittore fiammingo († 1583)
- François Briot, medaglista e incisore francese († 1616)
- Robert Browne, teologo britannico († 1633)
- Jean Béguin, chimico francese († 1620)
- Antonio Maria Caneva, pittore e architetto italiano
- Giulio Cesare Capaccio, teologo, storico e poeta italiano († 1634)
- Catherine Carey, contessa di Nottingham, nobildonna inglese († 1603)
- Pasquale Cati, pittore italiano († 1620)
- Gian Paolo Cavagna, pittore italiano († 1627)
- Bartolomeo Comino, funzionario e diplomatico italiano († 1627)
- Cesare Corte, pittore e architetto italiano († 1613)
- Giulio Cesare Croce, scrittore, cantastorie e commediografo italiano († 1609)
- John Davis, esploratore inglese († 1605)
- Fabrizio De Fornaris, attore teatrale e commediografo italiano († 1637)
- Vincenzo Di Giovanni, storico italiano († 1627)
- Cesare Di Napoli, pittore italiano
- Wendel Dietterlin, pittore tedesco († 1599)
- Donato Donati, mercante e banchiere italiano († 1631)
- Ambrogio Doria, doge († 1621)
- Fortunato Fedele, medico italiano († 1630)
- Giacomo Franco, incisore e editore italiano († 1620)
- Melchiorre Galluzzi, pittore italiano († 1599)
- Hubert Gerhard, scultore olandese († 1620)
- Ferrante Gonzaga, condottiero italiano († 1605)
- Gregorio di Valencia, umanista spagnolo († 1603)
- Nicolas Guillain, scultore francese († 1639)
- John Herbert, avvocato, diplomatico e politico gallese († 1617)
- Anton Hering, giurista tedesco († 1610)
- Ina Tadatsugu, militare giapponese († 1610)
- Angelo Ingegneri, poeta italiano († 1613)
- Ishikawa Akimitsu, militare giapponese († 1622)
- Didier de La Cour, abate francese († 1623)
- Giacomo Lauro, pittore italiano († 1605)
- Gian Paolo Lolmo, pittore italiano († 1595)
- Maeda Nagatane, militare giapponese († 1631)
- Mario da Calascio, francescano e linguista italiano († 1620)
- Damiano Mazza, pittore italiano († 1576)
- Marco Mazzaroppi, pittore italiano († 1620)
- Domenico Mona, pittore italiano († 1602)
- Nepero, matematico, astronomo e fisico scozzese († 1617)
- Ercole Pasquini, organista, clavicembalista e compositore italiano
- John Payne, presbitero inglese († 1582)
- Merkelis Petkevičius, tipografo lituano († 1608)
- Ascanio Pignatelli, poeta italiano († 1601)
- Ludovico Porcelletto, scrittore italiano († 1619)
- Raffaellino da Reggio, pittore italiano († 1578)
- Renato II di Rohan, condottiero francese († 1586)
- Johannes Rosinus, storico e scrittore tedesco († 1626)
- David Sacerdote, compositore e banchiere italiano († 1625)
- Tomás Sánchez, gesuita e giurista spagnolo († 1610)
- Barbara Sanseverino, nobile italiana († 1612)
- Antonio Santucci, astronomo e scienziato italiano († 1613)
- Francesco I Sforza di Caravaggio, nobile italiano († 1583)
- Marta Tana († 1605)
- Pompeo Ugonio, religioso, bibliotecario e antiquario italiano († 1614)
- Giovanni Vasanzio, architetto olandese († 1621)
- Richard Verstegen, storico, incisore e poeta inglese († 1640)
- Edward Maria Wingfield, militare, navigatore e politico inglese († 1631)
- Francisco Desquivel, arcivescovo cattolico spagnolo († 1624)
- Alessandro I da Correggio, politico italiano († 1591)
- Alonso de Acevedo, poeta spagnolo
- Emilio de' Cavalieri, compositore e organista italiano († 1602)
- Ōuchi Chikatsuna, militare giapponese († 1626)

## Morti

### Gennaio
- 12 gennaio - Andrea Alciato, giurista italiano (n. 1492)
- 20 gennaio - Gevhermüluk Sultan, principessa ottomana (n. 1467)
- 28 gennaio - Magnus III di Meclemburgo, principe (n. 1509)
- 31 gennaio - Niccolò Ridolfi, cardinale e arcivescovo cattolico italiano (n. 1501)

### Febbraio
- 13 febbraio - Eleonora Gonzaga della Rovere, duchessa italiana (n. 1493)
- 17 febbraio - Marcantonio Flaminio, umanista italiano (n. 1498)
- 21 febbraio - Philippe de la Chambre, cardinale e vescovo cattolico francese
- 21 febbraio - Francesco III Gonzaga, nobile italiano (n. 1533)

### Marzo
- 7 marzo - Guglielmo IV di Baviera, duca (n. 1493)
- 8 marzo - Giovanni di Dio, tipografo spagnolo (n. 1495)
- 12 marzo - Ainavillo, condottiero nativo americano
- 30 marzo - Leonor Osorio Sarmiento, nobildonna spagnola

### Aprile
- 12 aprile - Claudio I di Guisa, condottiero francese (n. 1496)
- 13 aprile - Innocenzo Cybo, cardinale italiano (n. 1491)
- 30 aprile - Tabinshwehti, sovrano birmano (n. 1516)

### Maggio
- 1º maggio - John Mair, filosofo scozzese (n. 1467)
- 10 maggio - Giovanni di Lorena, cardinale e arcivescovo cattolico francese (n. 1498)
- 20 maggio - Ashikaga Yoshiharu, militare giapponese (n. 1511)

### Giugno
- 13 giugno - Veronica Gambara, poetessa italiana (n. 1485)

### Luglio
- 19 luglio - Jacopo Bonfadio, umanista e storico italiano (n. 1508)
- 22 luglio - Éguiner Baron, giurista francese
- 22 luglio - Giorgio di Lencastre, principe portoghese (n. 1481)
- 28 luglio - Argentina Pallavicina, letterata e nobile italiana
- 30 luglio - Thomas Wriothesley, I conte di Southampton, nobile e politico britannico (n. 1505)
- 31 luglio - Francesco Sfondrati, cardinale e arcivescovo cattolico italiano (n. 1493)

### Agosto
- 3 agosto - Ludovico Furconio, vescovo cattolico italiano
- 15 agosto - Giacomo Filippo Sacco, nobile e politico italiano
- 18 agosto - Antonio Ferramolino, architetto italiano
- 22 agosto - Fanino Fanini, artigiano italiano (n. 1520)
- 25 agosto - Georges II d'Amboise, cardinale e arcivescovo cattolico francese (n. 1488)

### Settembre
- 7 settembre - Niccolò Tribolo, architetto e scultore italiano (n. 1497)
- 10 settembre - Domenico Cabianca, artigiano italiano
- 14 settembre - Francesca d'Alençon, nobildonna francese (n. 1490)

### Ottobre
- 15 ottobre - Lucrezia Pico Rangoni, nobildonna italiana (n. 1505)
- 17 ottobre - Giulio Cesare Gonzaga di Novellara, patriarca cattolico italiano (n. 1505)
- 23 ottobre - Tiedemann Giese, vescovo cattolico e teologo polacco (n. 1480)
- 26 ottobre - Ferdinando d'Aragona, principe italiano (n. 1488)

### Novembre
- 6 novembre - Ulrico di Württemberg, duca (n. 1487)
- 7 novembre - Jón Arason, vescovo cattolico e poeta islandese (n. 1484)
- 9 novembre - Yokota Takatoshi, militare giapponese (n. 1487)
- 20 novembre - Galeotto II Pico della Mirandola, nobile e condottiero italiano (n. 1508)

### Dicembre
- 2 dicembre - Gian Galeazzo Sanvitale, nobile e condottiero italiano (n. 1496)
- 5 dicembre - Lorenz Fries, scrittore e storico tedesco (n. 1489)
- 6 dicembre - Pieter Coecke van Aelst, pittore, scultore e architetto fiammingo (n. 1502)
- 8 dicembre - Gian Giorgio Trissino, umanista, poeta e drammaturgo italiano (n. 1478)
- 8 dicembre - Blosio Palladio, poeta, architetto e vescovo cattolico italiano
- 13 dicembre - Caterina Anguissola, nobile italiana
- 23 dicembre - Francesco Calcagno, francescano italiano (n. 1528)

### Senza giorno specificato
- Alonso de Mendoza, militare spagnolo (n. 1485)
- Ambrogio Benzone, pittore italiano
- Antonio da Trento, incisore e pittore italiano (n. 1508)
- Fernando Fernández de Córdova y Mendoza, umanista spagnolo
- Bartolomé Ferrelo, esploratore spagnolo (n. 1499)
- Innocenzo da Imola, pittore e disegnatore italiano (n. 1490)
- Paola Gonzaga, nobildonna italiana
- Gregório Lopes, pittore portoghese
- Guglielmo dei Grigi, architetto e scultore italiano (n. 1480)
- Nikolaus Kratzer, matematico tedesco (n. 1487)
- Lasses Birgitta, svedese
- Luca di Graben di Stein, nobile e militare austriaco
- Pedro Machuca, architetto e pittore spagnolo (n. 1485)
- Girolamo Marchesi, pittore italiano (n. 1480)
- Vicente Masip, pittore spagnolo
- Giovan Battista Mazzolo, scultore italiano
- Georg Pencz, pittore e incisore tedesco
- Phothisarat I, sovrano laotiano (n. 1505)
- Bartlmä Dill Riemenschneider, pittore tedesco (n. 1500)
- Francesco Maria Róndani, pittore italiano (n. 1490)
- Mary Seymour, nobildonna inglese (n. 1548)
- Obadja Sforno, rabbino italiano
- Torello Saraina, storico e umanista italiano (n. 1475)
- Tsutsui Junshō, militare giapponese (n. 1523)
- Peretta Usodimare, nobildonna italiana (n. 1478)
- Gerolamo Vecciani, vescovo cattolico italiano
- Cristoforo da Venezia, intarsiatore italiano
- Lorenzo Venier, poeta italiano (n. 1510)

## Calendario
| Calendario 1550 | Calendario 1550 | Calendario 1550 | Calendario 1550 | Calendario 1550 | Calendario 1550 | Calendario 1550 | Calendario 1550 | Calendario 1550 | Calendario 1550 | Calendario 1550 | Calendario 1550 | Calendario 1550 | Calendario 1550 | Calendario 1550 | Calendario 1550 | Calendario 1550 | Calendario 1550 | Calendario 1550 | Calendario 1550 | Calendario 1550 | Calendario 1550 | Calendario 1550 | Calendario 1550 | Calendario 1550 | Calendario 1550 | Calendario 1550 | Calendario 1550 | Calendario 1550 | Calendario 1550 | Calendario 1550 | Calendario 1550 | Calendario 1550 |
| --------------- | --------------- | --------------- | --------------- | --------------- | --------------- | --------------- | --------------- | --------------- | --------------- | --------------- | --------------- | --------------- | --------------- | --------------- | --------------- | --------------- | --------------- | --------------- | --------------- | --------------- | --------------- | --------------- | --------------- | --------------- | --------------- | --------------- | --------------- | --------------- | --------------- | --------------- | --------------- | --------------- |
|                 | 1               | 2               | 3               | 4               | 5               | 6               | 7               | 8               | 9               | 10              | 11              | 12              | 13              | 14              | 15              | 16              | 17              | 18              | 19              | 20              | 21              | 22              | 23              | 24              | 25              | 26              | 27              | 28              | 29              | 30              | 31              |                 |
| Gennaio         | Me              | Gi              | Ve              | Sa              | Do              | Lu              | Ma              | Me              | Gi              | Ve              | Sa              | Do              | Lu              | Ma              | Me              | Gi              | Ve              | Sa              | Do              | Lu              | Ma              | Me              | Gi              | Ve              | Sa              | Do              | Lu              | Ma              | Me              | Gi              | Ve              |                 |
| Febbraio        | Sa              | Do              | Lu              | Ma              | Me              | Gi              | Ve              | Sa              | Do              | Lu              | Ma              | Me              | Gi              | Ve              | Sa              | Do              | Lu              | Ma              | Me              | Gi              | Ve              | Sa              | Do              | Lu              | Ma              | Me              | Gi              | Ve              |                 |                 |                 |                 |
| Marzo           | Sa              | Do              | Lu              | Ma              | Me              | Gi              | Ve              | Sa              | Do              | Lu              | Ma              | Me              | Gi              | Ve              | Sa              | Do              | Lu              | Ma              | Me              | Gi              | Ve              | Sa              | Do              | Lu              | Ma              | Me              | Gi              | Ve              | Sa              | Do              | Lu              |                 |
| Aprile          | Ma              | Me              | Gi              | Ve              | Sa              | Do              | Lu              | Ma              | Me              | Gi              | Ve              | Sa              | Do              | Lu              | Ma              | Me              | Gi              | Ve              | Sa              | Do              | Lu              | Ma              | Me              | Gi              | Ve              | Sa              | Do              | Lu              | Ma              | Me              |                 |                 |
| Maggio          | Gi              | Ve              | Sa              | Do              | Lu              | Ma              | Me              | Gi              | Ve              | Sa              | Do              | Lu              | Ma              | Me              | Gi              | Ve              | Sa              | Do              | Lu              | Ma              | Me              | Gi              | Ve              | Sa              | Do              | Lu              | Ma              | Me              | Gi              | Ve              | Sa              |                 |
| Giugno          | Do              | Lu              | Ma              | Me              | Gi              | Ve              | Sa              | Do              | Lu              | Ma              | Me              | Gi              | Ve              | Sa              | Do              | Lu              | Ma              | Me              | Gi              | Ve              | Sa              | Do              | Lu              | Ma              | Me              | Gi              | Ve              | Sa              | Do              | Lu              |                 |                 |
| Luglio          | Ma              | Me              | Gi              | Ve              | Sa              | Do              | Lu              | Ma              | Me              | Gi              | Ve              | Sa              | Do              | Lu              | Ma              | Me              | Gi              | Ve              | Sa              | Do              | Lu              | Ma              | Me              | Gi              | Ve              | Sa              | Do              | Lu              | Ma              | Me              | Gi              |                 |
| Agosto          | Ve              | Sa              | Do              | Lu              | Ma              | Me              | Gi              | Ve              | Sa              | Do              | Lu              | Ma              | Me              | Gi              | Ve              | Sa              | Do              | Lu              | Ma              | Me              | Gi              | Ve              | Sa              | Do              | Lu              | Ma              | Me              | Gi              | Ve              | Sa              | Do              |                 |
| Settembre       | Lu              | Ma              | Me              | Gi              | Ve              | Sa              | Do              | Lu              | Ma              | Me              | Gi              | Ve              | Sa              | Do              | Lu              | Ma              | Me              | Gi              | Ve              | Sa              | Do              | Lu              | Ma              | Me              | Gi              | Ve              | Sa              | Do              | Lu              | Ma              |                 |                 |
| Ottobre         | Me              | Gi              | Ve              | Sa              | Do              | Lu              | Ma              | Me              | Gi              | Ve              | Sa              | Do              | Lu              | Ma              | Me              | Gi              | Ve              | Sa              | Do              | Lu              | Ma              | Me              | Gi              | Ve              | Sa              | Do              | Lu              | Ma              | Me              | Gi              | Ve              |                 |
| Novembre        | Sa              | Do              | Lu              | Ma              | Me              | Gi              | Ve              | Sa              | Do              | Lu              | Ma              | Me              | Gi              | Ve              | Sa              | Do              | Lu              | Ma              | Me              | Gi              | Ve              | Sa              | Do              | Lu              | Ma              | Me              | Gi              | Ve              | Sa              | Do              |                 |                 |
| Dicembre        | Lu              | Ma              | Me              | Gi              | Ve              | Sa              | Do              | Lu              | Ma              | Me              | Gi              | Ve              | Sa              | Do              | Lu              | Ma              | Me              | Gi              | Ve              | Sa              | Do              | Lu              | Ma              | Me              | Gi              | Ve              | Sa              | Do              | Lu              | Ma              | Me              |                 |